# توافق‌پذیری
توافق‌پذیری (به انگلیسی: Agreeableness) یا دلپذیری یا همدلی، یک ویژگی شخصیتی است که در خصوصیت‌هایِ رفتاریِ فردی دیده‌می‌شود که به عنوان فردی مهربان، دلسوز، همکاری‌کننده، خون‌گرم و باملاحظه شناخته می‌شود. در روانشناسی معاصر شخصیت، توافق‌پذیری یکی از پنج بعد اصلی ساختار شخصیت است که تفاوت‌های فردی را در همکاری و هماهنگی اجتماعی نشان می‌دهد.
توافق‌پذیری به عنوان یکی از پایه‌های مهم برقراری برابری و عدالت اجتماعی عمل می‌کند زیرا باعث می‌شود افراد به جای تمرکز روی اختلافات خود، به دنبال راه‌حل‌های مشترک و منافع متقابل باشند.
افرادی که در ارزیابی این بعد از شخصیت‌شان نمرهٔ بالایی می‌گیرند، همدل و نوع‌دوست هستند، در حالی که نمرهٔ توافق‌پذیری کم، با رفتار خودخواهانه و عدم درک احساسات افراد دیگر مرتبط است. کسانی که برای توافق‌پذیری امتیاز بسیار کمی می‌گیرند، به جای همکاری، نشانه‌هایی از رفتار سه‌گانهٔ تاریک مانند دستکاری و رقابت با دیگران را نشان می‌دهند.
توافق‌پذیری یک صفت شخصیتی سطح بالا به حساب می‌آید؛ به این معنی که توافق‌پذیری، در واقع گروهی از زیر ویژگی‌های شخصیتی است که از نظر آماری در یک خوشه جمع می‌شوند. ویژگی‌های شخصیتی سطح پایین‌تر، یا وجههایی که به عنوان زیرشاخهٔ توافق‌پذیری گروه‌بندی می‌شوند، عبارتند از: اعتماد، صراحت، ایثار، انطباق، فروتنی و دل‌نازکی.

## تاریخچه

### ۱۶ عامل شخصیتی کَتِل

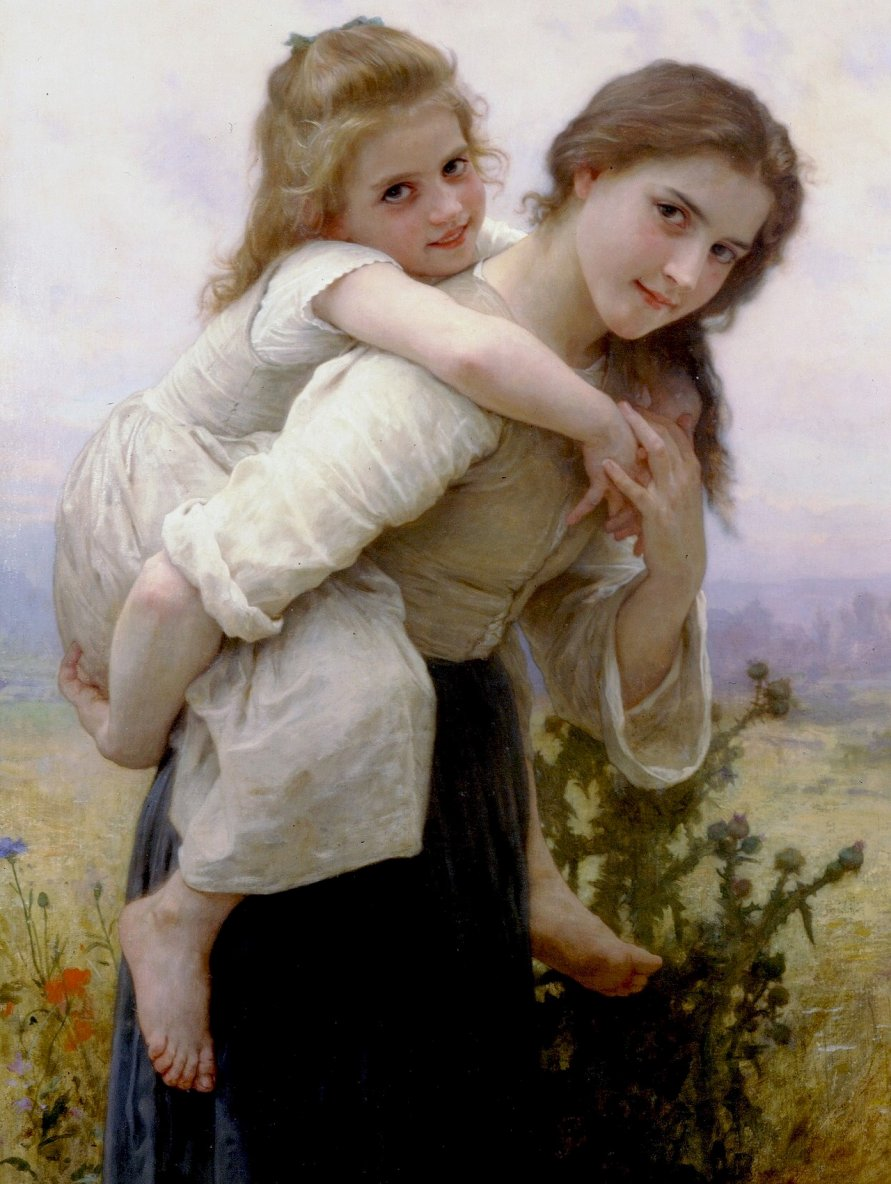
بار مسئولیت دلپذیر (ویلیام-آدولف بوگوارو، ۱۸۹۵)

مانند همهٔ پنج ویژگی بزرگ شخصیتی، ریشه‌های مفهوم مدرن توافق‌پذیری را می‌توان تا تحقیق سال ۱۹۳۶ گوردون آلپورت (به انگلیسی: Gordon Allport) و هِنری اس اُودبِرت (به انگلیسی: Henry S. Odbert) دنبال کرد. هفت سال بعد، رِیموند کَتِل (به انگلیسی: Raymond Cattell)، یک خوشه‌بندی از هزاران کلمهٔ مربوط به شخصیت که توسط آلپورت و اودبرت شناسایی شده بود را منتشر کرد. خوشه‌های مشخص شده در این مطالعه به عنوان بنیادی برای تلاش‌های بعدی کتل در شناسایی عوامل بنیادی، جهانی و شخصیتی انسان به کار رفتند. وی سرانجام با استفاده از تحلیل عاملی به ۱۶ عامل شخصیتی (16PF) رسید. تحلیل عاملیِ بیشتر، پنج عامل رده بالاتر یا «سراسری» را آشکار کرد که این ۱۶ عامل را در بر می‌گیرند. یکی از عامل‌های سراسری که با نمرات بالا در عامل‌های E, H، L و Q1 در پرسشنامهٔ ۱۶ عامل شخصیتی تعریف می‌شود، با اینکه توسط کتل با عنوان «مستقل» معرفی شده‌است، یکی از اولین تعاریف مفهوم مدرن توافق‌پذیری است.

### پنج ویژگی بزرگ
میزان توافق‌پذیری در مدل پنج ویژگی شخصیت، معمولاً از طریق خوداظهاری ارزیابی می‌شود، هرچند از گزارش همتایان (اطرافیان مشابه فرد) و مشاهده‌های اشخاص ثالث نیز می‌توان استفاده کرد. معیارهای خوداظهاری، یا واژگانی هستند یا مبتنی بر بیان شخص. اینکه از کدامیک از معیارهای هر کدام از این دونوع معیار استفاده شود، با ارزیابی خصوصیات روانسنجی و محدودیت‌های زمانی و مکانی تحقیق تعیین می‌شود.
معیارهای واژگانی از صفت‌های فردی‌ای استفاده می‌کنند که منعکس کنندهٔ ویژگی‌های توافق‌پذیر بودن یا توافق‌پذیر نبودن هستند، مانند همدلی، همکاری کردن، خون‌گرم بودن، باملاحظه بودن، یا خشن بودن، نامهربان بودن و بی‌ادب بودن. کلماتی که توافق‌پذیر نبودن را نشان می‌دهند، کدگذاری معکوس دارند. گُلدبِرگ (به انگلیسی: Goldberg) در سال ۱۹۹۲ به عنوان بخشی از نشانگرهای ۱۰۰ کلمه‌ایِ پنج ویژگیِ اصلیِ شخصیتش، یک معیار ۲۰ کلمه‌ای ایجاد کرد، و ساسییِر (به انگلیسی: Saucier) در سال ۱۹۹۴، به عنوان بخشی از نشانگرهای کوچک ۴۰ کلمه‌ای‌اش، یک معیار ۸ کلمه‌ای خلاصه‌تر تهیه کرد. تامپسون (به انگلیسی: Thompson) در سال ۲۰۰۸ به‌طور سیستماتیک، این نشانگرها را مورد بازنگری و بهبود قرار داد تا یک معیار ۴۰ کلمه‌ای با خصوصیات روان‌سنجی بهتر در هر دو جمعیت آمریکایی و غیر آمریکایی، تهیه کند که به آن، نشانگرهای کوچک انگلیسی بین‌المللی (به انگلیسی: International English Mini-Markers) می‌گویند. این معیارهای خلاصه شده، هم در داخل آمریکا و هم به ویژه، بدون در نظر گرفتن جمعیت آمریکایی، مکانیزم‌های داخلی خوبی برای جلوگیری از تناقض در نتایج و اطمینان از اعتبار نتایج برای ارزیابی توافق‌پذیری و سایر ابعاد پنج ویژگی شخصیت دارد. قابلیت اطمینان داخلی اندازه‌گیری توافق‌پذیری برای افرادی که انگلیسی زبان مادری آنهاست، ۰٫۸۶ و برای انگلیسی زبانانی که انگلیسی زبان مادری آنها نیست، ۰٫۸۰ گزارش شده‌است.
معیارهای بیانی از کلمات بیشتری استفاده می‌کنند و از این رو، نسبت به معیارهای واژگانی، در ابزارهای تحقیقی بیشتری به کار می‌روند. برای ارزیابی این معیارها، از پاسخ‌دهندگان خواسته می‌شود که میزان موافقت خود را نسبت به مجموعه‌ای از عبارات تعیین کنند. عباراتی مانند: تقریباً با همهٔ افراد شرایط خوبی دارم. یا: من به مشکلات دیگران علاقه ندارم. و یا با دیگران احساس همدردی می‌کنم.
بعد از معرفی ۱۶ عامل شخصیت (معروف به 16PF)، رویکرد تحلیل عاملی کتل، که برای شناساییِ ساختارهایِ شخصیتیِ جهانی، مورد استفاده قرار گرفته بود، الهام‌بخش مطالعات بی‌شماری در دهه‌های بعد شد. در این مدت، با استفاده از خوشه‌های اصلی کتل، یا همان ۱۶ عامل شخصیت و همچنین داده‌های اصلی وی، چندین محقق، به‌طور مستقل، یک مدل پنج عاملی از شخصیت را تهیه کردند. از اوایل دههٔ ۱۹۶۰ به بعد، این کاوش‌ها معمولاً عاملی به نام «توافق‌پذیری» یا «معاشرتی‌بودن» را شامل می‌شدند. به دنبال کارهای پیشگامانهٔ کتل، با وجود ارائهٔ مکرر نسخه‌های همسان از پنج عامل پایدار شخصیتی، این چارچوب سرانجام در اوایل دههٔ ۱۹۸۰ با کار لوئیز گلدبرگ (به انگلیسی: Lewis Goldberg)، در تحقیقات شخصیتی، به مدل غالب تبدیل شد. گلدبرگ با استفاده از مطالعاتِ واژگانیِ شبیه به مطالعات آلپورت و اودبرت، اصطلاح «پنج ویژگی بزرگ» را انتخاب کرد تا تعداد خاص اصطلاحات مربوط به شخصیت که در هر یک از این پنج عاملِ متمایز وجود دارد را منعکس کند. توافق‌پذیری که یکی از این موارد بود، با تعدادی از کلمات مرتبط با شخصیت، تعریف شده بود که مشابه کلمات موجود در تحلیل‌های اولیه و جدیدتر موضوع وجود داشتند. نمونه‌هایی از این کلمات عبارتند از: «دوستانه»، «خوش‌اخلاق»، «همکاری کننده»، «قابل اطمینان»، «پرورش دهنده»، «خوش‌مشرب» و «باملاحظه».

### آزمون شخصیت نئو (NEO PI)
در اوایل دههٔ ۱۹۷۰، پُل کاستا (به انگلیسی: Paul Cost) و رابرت مَک‌کرِی (به انگلیسی: Robert McCrae)، در مورد توسعهٔ ارزیابی‌های شخصیتی بر اساس مدل‌های عاملی، شروع به تحقیق کردند. در ابتدای تحلیل‌های خوشه‌ای ۱۶ عامل شخصیتی کتل، کاستا و مک کری، ابتدا به یک مدل سه عاملی از شخصیت رسیدند. این سه عامل روان‌رنجوری (به انگلیسی: neuroticism) در مقابل ثبات عاطفی، برون‌گرایی (به انگلیسی: extraversion) در مقابل درون‌گرایی و پذیرای تجربه بودن (به انگلیسی: openness) در مقابل نپذیرفتن تجربه بودند که مخفف آن‌ها در انگلیسی عبارت "NEO" بود. با توجه به شباهت‌های موجود بین آزمون شخصیتی سه عاملی نئو و مدل پنج، ویژگی بزرگ گلدبرگ، در اوایل دههٔ ۱۹۸۰، کوستا و مک‌کری شروع به توسعه مقیاس‌هایی برای ارزیابی توافق‌پذیری و وظیفه‌شناسی (به انگلیسی: conscientiousness) کردند. نتایج این کار با انتشار اولین آزمون شخصیت تجدید نظر شدهٔ نئو در سال ۱۹۸۵ که بر اساس مدل کامل پنج عاملی بود، به اوج خود رسید. اگرچه این امر باعث ایجاد عامل توافق‌پذیری در آزمون شخصیت نئو شد، کاستا و مک‌کری برای هفت سال دیگر کار کردند تا بتوانند وجه‌های تشکل دهندهٔ این فاکتور را در آزمون شخصیت تجدید نظر شدهٔ نئو (به انگلیسی: NEO PI-R) شناسایی و تشریح کنند.

## وجه‌های آزمون شخصیت نئو
در آزمون شخصیت نئو، هر یک از پنج عاملی که کوستا و مک‌کری شناسایی کرده بودند، با شش ویژگی شخصیتی سطح پایین‌تر شناسایی می‌شوند. ویژگی‌های شخصیتی سطح پایین‌تر از توافق‌پذیری، که آن‌ها را به عنوان وجههای توافق‌پذیری می‌شناسند، برای اولین بار با انتشار نسخهٔ تجدید نظر شدهٔ آزمون شخصیت نئو در سال ۱۹۹۲ معرفی شدند. بر اساس آزمون جدید، شش وجه توافق‌پذیری عبارتند از: اعتماد، صراحت، چرب‌زبانی، ایثار، انطباق، فروتنی و دل‌نازکی.

### اعتماد
اعتماد یکی از ویژگی‌های مهم رشد روانی-اجتماعی، نظریهٔ شخصیت و برداشت‌های روانشناختی عامیانه از شخصیت است. افرادی که در این وجه امتیاز بالایی دارند، عموماً اعتقاد دارند که نیات دیگران خیرخواهانه هستند. کسانی که در این وجه نمرهٔ کمی می‌گیرند، اغلب بدبین هستند و دیگران را مشکوک، ناعادل یا خطرناک می‌دانند.

### صراحت
صریح بودن، به معنی رک و صادق بودن در برقراری ارتباط با دیگران است. علی‌رغم سابقهٔ طولانیِ مفهوم صراحت در فلسفهٔ اخلاق، در تئوری شخصیت، صریح بودن به اندازهٔ سایر وجه‌های توافق‌پذیری، حیاتی نیست. کسانی که در صراحت نمرهٔ بالایی دارند، تمایل دارند که با روشی مستقیم و صادقانه با دیگران تعامل داشته باشند. کسانی که امتیاز پایینی دارند، در ارتباطات خود غیرمستقیم‌تر هستند، اغلب در خودناظری پیشرو هستند و عموماً فریبکار هستند یا در حقایق دستکاری می‌کنند. اگرچه این مفهوم با ماکیاولیسم یکسان نیست، اما کسانی که در این وجه نمرهٔ کمی می‌گیرند، اغلب در ماکیاولیسم نمرهٔ بالایی دارند. صریح بودن شبیه یکی از ابعاد نمودار رفتار بین فردی به نام «ابتکار در مقابل محاسبه» است. براساس گفته‌های مایکل سی اَشتون (به انگلیسی: Michael C. Ashton) و کیبوم لی (به انگلیسی: Kibeom Lee)، صریح بودن شبیه به جنبهٔ صداقت از عامل صداقت-تواضع در مدل هگزاکو است.

### ایثار
مانند ایثار در حیوانات و ایثار اخلاقی، این وجه با معیارهای ازخودگذشتگی، فداکاری، سخاوت و همچنین، درنظر گرفتن دیگران، تواضع و دغدغهٔ دیگران تعریف می‌شود. ایثار مشابه مفهوم علاقهٔ اجتماعیِ اَلفرد اَدلر (به انگلیسی: Alfred Adler) است که نوعی گرایش به هدایت اقدامات فردی به سمت بهبود جامعه است. افرادی که در ایثار، کمترین امتیاز را کسب می‌کنند، گرایش‌هایی به متواضع‌نبودن، خودخواهی یا حریص بودن از خود نشان می‌دهند که در روانشناسی آدلری، همگی الگویی از رفتارهایی هستند که با عنوان «نفع شخصی» شناخته می‌شوند.

### انطباق
به عنوان وجهی از توافق‌پذیری، انطباق به عنوان واکنش معمول فرد در زمان تعارض، تعریف می‌شود. کسانی از نظر انطباق امتیاز بالایی می‌گیرند، گرایش به اعتدال و باحوصله‌بودن دارند و ترجیح می‌دهد که از همکاری یا تمکین برای حل مناقشه استفاده کنند. کسانی که امتیاز کمی می‌گیرند، تمایل دارند که پرخاشگر، متخاصم، ستیزه‌جو و کینه‌جو باشند.

### فروتنی
در حالی که اعتماد، صراحت، ایثار و انطباق، همه به رفتارهای بین‌فردی یا اجتماعی اشاره دارند، فروتنی به خودانگاره‌ی فرد اشاره دارد. کسانی که امتیاز بالایی در فروتنی دارند، تمایل به تواضع و تمرکز بر دیگران دارند، در حالی که کسانی که امتیاز کمی کسب می‌کنند، تمایل به تکبر و خودبزرگ‌نمایی دارند. فروتنیِ کم، به عنوان تکبر یا خودشیفتگی نیز شناخته می‌شود و در موارد شدید، ممکن است به صورت اختلال شخصیت خودشیفتگی نیز تجلی یابد. فروتنی که در آزمون شخصیت تجدید نظر شدهٔ نئو با عنوان «تواضع» شناخته می‌شود، شبیه جنبهٔ تواضعِ عاملِ صداقت-تواضع در مدل هگزاکو است.

### دل‌نازکی
دل‌نازکی به این معنی است که قضاوت و نگرش فرد توسط احساسات وی تعیین می‌شود. این اصطلاح که در زبان انگلیسی توسط ویلیام جیمز (به انگلیسی: William James) تعریف شده‌است، در نسخه‌های اولیهٔ ۱۶ عامل شخصیتی، برجسته شده بود. دل‌نازکی، در درجهٔ اول با همدلی تعریف می‌شود و با مقیاس «همدلی» در [[|]] منطبق است. در مقابل، در پرسشنامهٔ شخصیت آیزنک (به انگلیسی: Eysenck)، «دل‌سختی» صفتی است که با روان‌پریشی‌گری مرتبط است.

## معادل‌ها در مدل‌های علوم اعصاب رفتاری
مدل‌های مبتنی بر نظریه‌های شخصیت در علوم اعصاب رفتاری، هر یک، عاملی مشابه توافق‌پذیری را در بر می‌گیرند. در پرسشنامهٔ خلق‌وخوی و منش کلونینگِر (به انگلیسی: Cloninger)، ویژگی شخصیتیِ همکاری‌کنندگی، بسیار مشابه توافق‌پذیری است و با آن همبستگی مثبت دارد. در مدل شخصیت پنج عاملی جایگزین زاکرمن (به انگلیسی: Zuckerman)، ویژگی‌ای که به عنوان پرخاشگری-دشمنی شناخته می‌شود با توافق‌پذیری رابطهٔ معکوس دارد.

## مدل هگزاکو
برای پرداختن به معیارهای ویژگی‌های شخصیتی سه گانهٔ تاریک (یعنی خودشیفتگی، ماکیاولیسم و روان‌آزاری)، مایکل اشتون و کیبوم لی پیشنهاد کردند که یک عامل به عنوان عامل ششم، به مدل پنج عاملی اضافه شود. مدل هگزاکو، با استفاده از مطالعات روان‌شناسی واژگانی، مانند آنچه در توسعهٔ مدل پنج عاملی مورد استفاده قرار گرفته بود، صداقت-تواضع را به پنج عاملِ مشابهِ عامل‌های آزمون شخصیت نئو، اضافه کرده‌است. اگرچه صداقت-تواضع، به‌طور مستقیم منطبق با هیچ‌کدام از پنج عامل شخصیت نیست، به شدت با وجه‌های صراحت و فروتنیِ ویژگیِ توافق‌پذیری در پنج عامل بزرگ، همبسته است. از آنجا که هر دوی این وجه‌ها، تنها با ویژگیِ توافق‌پذیری در مدل پنج عامل بزرگ شخصیت، همبستگی ضعیفی دارند، اشتون و لی پیشنهاد می‌کنند که توافق‌پذیری در آزمون شخصیت نئو، مانند مدل هگزاکو به دو عامل تقسیم شود: صداقت-تواضع (یا به عبارتی، صراحت و فروتنی) و یک تعریف مجدد از توافق‌پذیری (اعتماد، ایثار، انطباق و دل‌نازکی). با در نظر گرفتن این برداشت از صداقت-تواضع و توافق پذیریِ هگزاکو به عنوان مفاهیم منحصر به فرد و البته مشابه، اشتون و لی پیشنهاد می‌کنند که این دو عامل، جنبه‌های مختلفی از ایثار متقابل را نشان می‌دهند: انصاف (صداقت-تواضع) و تحمل (توافق‌پذیری).
علیرغم پیشنهاد این مفهوم‌بندیِ توافق‌پذیری برای آزمون شخصت نئو، اشتون و لی اعتقاد ندارند که در مدل هگزاکو، توافق‌پذیری، با توجه به اعتماد، ایثار، انطباق و دل‌نازکی، با دقت ارزیابی می‌شود. علاوه بر در نظر گرفتن این چهار وجه از ویژگیِ توافق‌پذیری در مدل پنج عامل بزرگ شخصیت، ساختار توافق‌پذیری در مدل هگزاکو شامل موضوعاتی می‌شود که در آزمون شخصیت نئو، به عنوان جزئی از روان‌رنجوری طبقه‌بندی می‌شود (به عنوان مثال، تندمزاج بودن و تحریک‌پذیری). برای نشان دادن محتوای عاطفی منفی در سطح پایین توافق‌پذیریِ هگزاکو، به این عامل "توافق‌پذیری (در مقابل خشم)" نیز می‌گویند. گنجاندن خشم در تعریف توافق‌پذیریِ هگزاکو به تمایز این عامل از صداقت-تواضع، بیشتر کمک می‌کند. افرادی که در صداقت-تواضع نمرهٔ کمی می‌گیرند، در پاسخ به اقدامات توهین‌آمیز یا تجاوزگرانه، تمایل ندارند که فوراً پاسخ دهند. درعوض، آنها با برنامه‌ریزی برای انتقام و انتظار برای موقعیتِ مناسب، پاسخ خود را به تعویق می‌اندازند. اگرچه کسانی که در توافق‌پذیریِ هگزاکو، نمرهٔ پایینی می‌گیرند نیز از این استراتژیِ عمدی استفاده می‌کنند، اما آنها اغلب بلافاصله با عصبانیت پاسخ می‌دهند.

### وجه‌های موافق‌پذیری در مدل هگزاکو
برای کمک به تشخیص تمایزهای زیادی که بین مدل پنج ویژگی بزرگ و مدل هگزاکو وجود دارد، اشتون و لی، برای مفهوم توافق‌پذیریِ خود، چهار وجه جدید پیشنهاد کردند: بخشش، ملایمت، انعطاف‌پذیری و صبر. علاوه بر این چهار وجهِ خاصِ توافق‌پذیری، لی و اشتون یک جنبهٔ «بینابینی» دیگر را نیز در یک فضای مشترک بین توافق پذیری، صداقت-تواضع، و عاطفی‌بودن ارائه داده‌اند: ایثار در مقابل تخاصم.
- بخشش: معیاری برای سنجش پاسخ فرد به فریب یا سایر تخلفات. افرادی که از این وجه نمرهٔ بالایی می‌گیرند، با بخشش، دوباره به مجرم اعتماد کرده و روابط دوستانهٔ خود را برقرار می‌کنند، در حالی که افرادی که نمرهٔ کمی می‌گیرند، اغلب کینه‌ورزی می‌کنند.[۳۹]
- نجابت: معیاری که نشان می‌دهد یک فرد، به‌طور معمول چگونه دیگران را ارزیابی می‌کند. افرادی که در این وجه نمرهٔ بالایی می‌گیرند، تمایل دارند که از قضاوت بیش از حد دیگران خودداری کنند، در حالی که افرادی که امتیاز بالایی دارند در رفتار خود بسیار انتقادی و سرشار از قضاوت هستند.
- انعطاف‌پذیری: معیاری از رفتارهای مربوط به سازش و همکاری. افرادی که از این نظر امتیاز بالایی دارند، ترجیح می‌دهند برای حل اختلاف نظرها، از ابزار همکاری و سازش استفاده کنند، در حالی که افرادی که نمرهٔ کمی دارند، تمایل دارند که سرسخت باشند، جدل کنند و فضایی در اختیار دیگران قرار ندهند.
- شکیبایی: معیاری برای ارزیابی پاسخ فرد به خشم و اوضاع وخیم. افرادی که از این نظر نمرهٔ بالایی می‌گیرند، اغلب قادر به تحمل سطح بسیار بالایی از عصبانیت هستند و می‌توانند در زمانی که عصبانیت خود را بیان می‌کنند، آرامش خود را حفظ کنند. کسانی که از نظر شکیبایی، نمرهٔ کمی می‌گیرند، در هنگام ابراز خشم، اغلب به سرعت تندخو می‌شوند و در پاسخ به تحریکات نسبتاً کم، بسیار عصبانی می‌شوند.
- ایثار در مقابل تخاصم: اگرچه این وجه بین سه عامل هگزاکو مشترک است، «ایثار در مقابل تخاصم» به‌طور نسبی با توافق‌پذیری همبسته است.[۳۸] این وجه بینابینی، فرد را از این نظر ارزیابی می‌کند که تا چه اندازه دلسوز، مهربان و مفید است. افرادی که امتیاز کمی می‌گیرند، تمایل به سبکِ رفتار بین فردیِ خصومت‌آمیز دارند.

## روابط بین فردی
توافق‌پذیری در موقعیت‌هایی که نیاز به همراهی با دیگران دارد، یک داراییِ با ارزش است. در مقایسه با اشخاص توافق‌ناپذیر، افراد توافق‌پذیر، اغلب دیگران را در فضایی مثبت‌تر درک می‌کنند.
از آنجا که کودکان توافق‌پذیر، نسبت به نیازها و دیدگاه‌های دیگران حساسیت بیشتری دارند، کمتر احتمال دارد که از طرد اجتماعی رنج ببرند. به‌طور مشخص، تحقیقات نشان می‌دهند که کودکانی که کمتر مخرب و پرخاشگر هستند و در ورود به گروه‌های بازی، مهارتِ بیشتری دارند، احتمالِ بیشتری دارد که پذیرشِ هم‌سن و سالان خود را کسب کنند.
یک مطالعه نشان داده‌است که افرادی که توافق‌پذیری زیادی دارند، در موقعیت‌های اجتماعی، از نظر عاطفی، واکنش بیشتری از خود نشان می‌دهند. اندازه‌گیری این اثر، هم در پرسشنامه‌های خوداظهاری و هم در اندازه‌گیریِ معیارهایِ فیزیولوژیک، گواه‌بر این بوده‌است که برونگرایی و روان‌رنجوری تنها عوامل شخصیتی از پنج عاملِ اصلی نیستند که هیجان‌های فرد را تحت تأثیر قرار می‌دهند. این اثر به‌طور ویژه در بین خانم‌ها به چشم می‌خورد.
تحقیقات همچنین نشان می‌دهند که افرادی که سطح بالایی از توافق‌پذیری دارند، با احتمال بیشتری احساساتِ منفی مانند عصبانیت را در اختلافات با دیگران کنترل می‌کنند. کسانی که از توافق‌پذیری بالایی برخوردارند، احتمال بیشتری دارد که در زمان اختلاف با دیگران، از شگردهای اجتناب از اختلاف استفاده کنند (در حالی که افراد با توافق‌پذیری کم، به احتمال بیشتر از تاکتیک‌های اجبار دیگران استفاده می‌کنند). آن‌ها همچنین بیشتر امکان دارد که میدان را به رقیب خود بسپارند و ممکن است بحث‌ها را به افرادی که کمتر از آنها توافق‌پذیرند، ببازند. از دیدگاه آن‌ها، در اینگونه موارد، در مقایسه با اینکه آن‌ها، با شخص دیگر، رابطهٔ مناسبی را حفظ کرده‌اند، واقعاً بحثی را از دست نداده‌اند.

## رفتار اجتماع‌دوستانه
ویژگی اصلی توافق‌پذیری، ارتباط مثبت آن با نوعدوستی و ایثار و کمک به دیگران است. در شرایط مختلف، افرادی که توافق‌پذیری بالایی دارند، با احتمال بیشتری می‌توانند در کمک به دیگران، از خود علاقه و مشارکت بیشتری نشان دهند. آزمایش‌ها نشان داده‌است که در بیشتر افراد، احتمال بیشتری وجود دارد که فرد به خویشاوندان خود کمک کند و نیز هنگامی کمک کند که همدلی فرد برانگیخته شده باشد. در افراد توافق‌پذیر، حتی در صورت عدم وجود این شرایط، احتمال بیشتری وجود دارد که فرد به دیگران کمک کند. به عبارت دیگر، به نظر می‌رسد که ویژگیِ افراد توافق‌پذیر، «کمک کردن» است و این افراد نیازی به انگیزه‌های دیگر ندارند.
در حالی که افراد توافق‌پذیر، بر حسب عادت، با احتمال بیشتری به دیگران کمک می‌کنند، افراد توافق‌ناپذیر، ممکن است با احتمال بیشتری باعث آسیب شوند. محققان دریافته‌اند که سطوح پایین توافق‌پذیری، با افکار خصمانه و پرخاشگری در نوجوانان و همچنین سازگاریِ ضعیفِ اجتماعی همراه است. علاوه بر این، افرادی که توافق‌پذیریِ کمتری دارند، در مقابل گروه‌هایی که در اجتماع تحقیر می‌شوند، مانند کسانی که اضافه وزن دارن، با احتمال بیشتری پیشداوری می‌کنند.
هنگامی که فرد دچار یک بیماری روانی باشد، توافق‌پذیری کم ممکن است با گرایش به خودشیفتگی و رفتار ضد اجتماعی همراه باشد. از نظر تئوری، اشخاصی که از نظر توافق‌پذیری در سطح بسیار بالایی قرار دارند، در معرض خطر مشکلات وابستگی هستند. البته، مطالعات تجربی نشان می‌دهد که مشکلات بسیار بیشتری، با توافق‌پذیریِ کم مرتبط هستند.
با این وجود، توافق‌پذیریِ زیاد، همیشه به رفتارهای اجتماع‌دوستانه منجر نمی‌شود. در یک آزمایش میلگرم، هنگامی که افراد وظیفه‌شناس و توافق‌پذیر توسط افراد با قدرت، مجبور به انجام کاری شدند، تمایل بیشتری برای اعمالِ شوک‌هایِ برقیِ شدید به یک قربانی داشتند، چرا که افراد وظیفه‌شناس و توافق‌پذیر، کمتر قادر به مقاومت هستند.

## از کودکی تا بزرگسالی
توافق‌پذیری، در سلامت روانی، پیش‌بینی سلامت روان، عواطف مثبت و روابط خوب با دیگران، از اهمیت اساسی برخوردار است. در هر دو دورهٔ کودکی و بزرگسالی، توافق‌پذیری با مشکلات برونی‌سازی (اختلال‌های برونی سازی)، گره خورده‌است. در کنار این موضوع، توافق‌پذیری با پیامدهای مهارت‌های مدیریت تعارض، سازگاری در مدرسه، جایگاه فرد بین همتایان-اجتماع (به انگلیسی: peer-social status) و عزت نفس مرتبط است. برای تعیین اینکه آیا سطح توافق‌پذیری در طول دوران کودکی، تأثیری در سازگاری و توافق‌پذیری فرد در بزرگسالی دارد یا خیر نیز کارهایی انجام شده‌است. در بین افرادِ بالغ جوان، کسانی که در آن‌ها اختلال‌هایِ برونی‌سازی یا درونی‌سازی، تشخیص داده‌شده‌بود، نسبت به افرادِ بالغِ جوانی که چنین اختلال‌هایی نداشتند، سطح پایین‌تری از توافق‌پذیری و صمیمیت و سطح بالاتری از عواطف منفی مشاهده شده‌است. گزارش شده‌است که در افراد بالغ جوان، توافق‌پذیری، جایی در میان زنجیرهٔ پیوندهای بین عصبانیت و افسردگی قرار دارد. در بین دانشجویان کالج‌ها، توافق‌پذیری اغلب با خوداظهاریِ تجربه و کنترل هیجان‌ها، و نیز پاسخ‌های روانی-فیزیولوژیک به محرک‌های عاطفی، همراه است. در بزرگسالی، توافق‌پذیری کم، اغلب به عنوان یک ریسکِ سلامت شناخته می‌شود. توافق‌پذیری زیاد، به ویژه اعتماد و صداقت، اغلب با طول عمر، پیوند خورده‌است.
یک مطالعهٔ انجام شده توسط کَسپی (به انگلیسی: Caspi)، اِلدِر (به انگلیسی: Elder) و بِم (به انگلیسی: Bem) در سال ۱۹۸۷ نشان داد که کودکانی خلق و خوی بد و انفجاری دارند، در مقایسه با همسالان خود که خلق و خوی معمولی دارند، زمانی که بالغ می‌شوند، میزان طلاق بالاتری دارند. علاوه بر این، مردان تندمزاج، موفقیت تحصیلی، وضعیت شغلی و ثبات کار سطح پایین‌تری داشتند و زنان تندخو نیز با مردانی ازدواج می‌کنند که پروفایل‌های کم دستاوردی از این دست دارند. یک مطالعهٔ دیگر و نسبتاً به‌روزتر توسط شاینر (Shiner) در سال ۲۰۰۰ روشن کرد که ترکیب متغیرهایی که توافق‌پذیری و انطباق دوستانه در میانهٔ کودکی را توصیف می‌کنند، عملکرد تحصیلی، سلوک رفتاری و شایستگی‌های اجتماعی فرد در ۱۰ سال بعد را پیش‌بینی می‌کنند.
جدیدترین مطالعه، مطالعه‌ای است که توسط لارسِن (به انگلیسی: Larsen)، پالکِکینِن (به انگلیسی: Pulkkinen) و آدامز (به انگلیسی: Adams) در سال ۲۰۰۲ انجام شده‌است و در آن، سطوح بسیاری از رفتارها و هیجان‌های کودکی و همبستگی آن‌ها با توافق‌پذیری در بزرگسالی، بررسی شده‌است. در اولین تجزیه و تحلیل‌های این مطالعه، ضرایب ساختار (به انگلیسی: structure coefficients) نشان داد که در بزرگسالان، بررسیِ انطباق، پرخاشگری و کنترل‌خویشتن، بهتر از فعال‌بودن در مقابل انفعال، سازنده‌بودن و اضطراب، توافق‌پذیری بالا را از توافق‌پذیری پایین متمایز می‌کند. در تجزیه و تحلیل دوم این مطالعه، ضرایب ساختاری نشان دادند که در بزرگسالان، اجتماعی بودن و تکانشی بودن (به انگلیسی: impulsivity) - به معنی رفتارهای با انگیزش ناگهانی - بهتر از میزان مهار پرخاشگری و اضطراب، توافق‌پذیری بالا را از توافق‌پذیری پایین متمایز می‌کند. در بررسی ارتباط بین پروفایل‌های رفتاریِ دوران کودکی با پروفایل‌های شخصیتیِ دوران بزرگسالی، کودکانی که کنترل‌خویشتن بالا و پرخاشگری پایین داشتند، با احتمال بیشتری به بزرگسالانی تبدیل شده‌بودند که توافق‌پذیری بالا، معاشرت بالا و رفتارهای تکانشی کم از خود نشان می‌دهند. بعید بود که این کودکان به بزرگسالانی تبدیل شوند که توافق‌پذیری کم، معاشرت کم و رفتارهای تکانشی زیاد داشته باشند. همچنین، کودکانی که انطباق‌پذیری کمی داشتند، خود را کمتر کنترل می‌کردند و پرخاشگری زیادی داشتند، با احتمال بیشتری به بزرگسالانی تبدیل شده‌بودند که توافق‌پذیری کم، معاشرت کم و رفتار تکانشی زیاد داشتند و بعید بود که این کودکان به بزرگسالانی تبدیل شوند که توافق‌پذیری زیاد، معاشرت زیاد و رفتار تکانشی کم داشته‌باشند. علاوه بر این، کودکانی که با انطباق‌پذیری کم، کنترل‌خویشتن کم و پرخاشگری کم دسته‌بندی شده‌بودند و کودکانی که با انطباق‌پذیری زیاد، کنترل‌خویشتن زیاد و پرخاشگری کم دسته‌بندی شده‌بودند، احتمال بیشتری داشت که به بزرگسالانی تبدیل شوند که توافق‌پذیری بالا، معاشرت بالا و رفتارهای تکانشی زیاد دارند. با نگاهی به ثبات توافق‌پذیری، نتایج به دست آمده حاکی از آن بود که افرادی که به‌طور پایدار توافق‌پذیری کمی دارند، در مقایسه با افرادی که به‌طور پایدار توافق‌پذیری بالایی دارند و همچنین در مقایسه با افرادی که توافق‌پذیری بین کم و زیاد دارند، در زندگی خود ثبات شغلی کمتر و افسردگی بیشتری گزارش می‌دهند. علاوه بر این، افراد با توافق‌پذیری بالای پایدار، نسبت به افرادی که به‌طور پایدار توافق‌پذیری کمی داشتند، سطح پایینتری از اعتیاد به مصرف الکل و تعداد بازداشت‌های کمتری داشتند.

## جغرافیا

### ایالات متحده

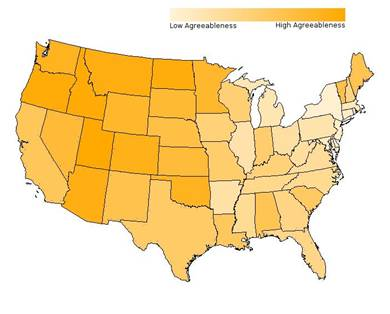
توافق‌پذیری بر اساس ایالت. متوسط توافق‌پذیری در مناطق کم‌رنگ‌تر، کمتر است.

در ایالات متحده، مردم غرب، غربِ میانه و جنوب، اغلب از نظر توافق‌پذیری، نسبت به افرادی که در مناطق دیگر زندگی می‌کنند، میانگین امتیاز بالاتری دارند. به گفتهٔ محققان، ده ایالت با توافق‌پذیری بیشتر عبارتند از: داکوتای شمالی، مینه‌سوتا، میسیسیپی، یوتا، ویسکانسین، تنسی، کارولینای شمالی، گرجستان، اوکلاهما، و نبراسکا. این یافته‌ها با عبارات شناخته شده در این ایالت‌ها مانند "مهمان نوازی جنوبی" و "خوبیِ مینه‌سوتایی" مطابقت دارد. از آنجا که در این ایالت‌ها، نسبت به سواحل شرقی و غربی، عموماً شهرنشینی کمتر است، مردم بیشتر در جوامع کوچک زندگی می‌کنند و همسایگان خود را می‌شناسند و در نتیجه، بیشتر به همسایگان خود اهمیت می‌دهند و به آن‌ها کمک می‌کنند.
در مطالعه‌ای که توسط آلبرایت و همکاران انجام شده‌است (۱۹۹۷) گروه‌هایی از دانشجویان کالج‌های چین و ایالات متحده، افراد غریبه‌ای از هر دو کشور را از نظر «پنج ویژگی بزرگ» شخصیتی، ویژگی‌های بیرونی و اینکه چقدر خوب لباس پوشیده‌اند، رتبه‌بندی کردند. آنها دریافتند که هر دوی دانش‌آموزان چینی و آمریکایی، چهره‌ها را از نظر توافق‌پذیری و برون‌گرایی در سطوح مشابهی رده‌بندی کرده‌اند. افرادی که تصور می‌شد توافق‌پذیرترین افراد هستند، لبخند داشتند: بیانی از صورت که در سراسر جهان شناخته شده‌است. به نظر می‌رسد یافته‌های تحقیق حاکی از آن است که ویژگی توافق‌پذیری با یک روش جهانی به مردم نسبت داده می‌شود.